# Yannick Borel
Yannick Borel (* 5. listopadu 1988 Pointe-à-Pitre, Guadeloupe) je francouzský sportovní šermíř afrokaribského původu, který se specializuje na šerm kordem.
Francii reprezentuje od roku 2010. V roce 2016 startoval na olympijských hrách, v jednotlivcích se dostal do čtvrtfinále a s favorizovaným družstvem Francie získal zlatou olympijskou medaili. Na mistrovství světa v šermu vyhrál v roce 2018 soutěž jednotlivců a v letech 2011, 2018 a 2019 soutěž družstev. Je trojnásobným mistrem Evropy v soutěži jednotlivců z let 2016, 2017 a 2018, v letech 2011 a 2016 byl členem vítězného družstva. Je členem Levallois Sporting Clubu.
Absolvoval pařížský Institut national du sport, de l'expertise et de la performance. V roce 2016 obdržel Řád čestné legie.